# Wróbel Valley
Wróbel Valley är en dal i Antarktis. Den ligger i Sydshetlandsöarna. Argentina, Chile och Storbritannien gör anspråk på området.